# قائمة برامج كرتون نتورك بالعربية
قائمة برامج كرتون نتورك بالعربية هي القائمة تظهر جميع برامج كرتون نتورك بالعربية، لكن قد تنقص بعض البرامج لذا يرجى إضافتها مع التعريف.

## قائمة المسلسلات
- هذه المقالة قد تكون غير مكتملة، فضلاً شارك في إثراءها

### ا
الأمير الشجاع أيفاندو
| العنوان                 | الصورة (الغلاف، لقطة أو أي شيءٍ آخر) | نبذة | العرض على كارتون نيتوورك بالعربية |
| ----------------------- | ----------------------------------- | --- | --------------------------------- |
| إد إدد وإدي             |                                     | |                                   |
| أبطال التايتنز إنطلقوا! |                                     | المسلسل عبارة عن سلسلة جديدة من مسلسل مراهقو التايتانز الذي عرض قبل عدة أعوام لكن بطابع كوميدي ويتناول قصة روبين ورافين وبيست بوي وسايبورغ وستار فاير | 2016                              |
| ألف ليلة وليلة (كرتون)  |                                     | قصص للاتعاظ من قصص الف ليلة وليلة |                                   |

## ب
| العنوان | الصورة (الغلاف، لقطة أو أي شيءٍ آخر) | نبذة | العرض على كارتون نيتوورك بالعربية |
| ------- | ----------------------------------- | --- | --------------------------------- |
| باتمان  |                                     | هو الظلال هو من يظهر عندما تغيب شمس العدالة ويظهر قمر الجريمة هو من قُتل والداه امام ناظرييه هو اليتيم الثري بروس واين الذي لم يريد ان يعاني احد كما عانى هو لذلك ارتدى الرداء الاسود و وضع علامة الخفاش على صدره و اصبح باتمان عنوان العدالة |                                   |
| بن تن   |                                     | تدور قصتة عن صبي يكتشف جهازا شبيها بالساعة يلتصق بمعصمه يتيح له التحول إلى عشرة مخلوقات فضائية |                                   |

### ت
| العنوان                 | الصورة (الغلاف، لقطة أو أي شيءٍ آخر) | نبذة                                                                                 | العرض على كارتون نيتوورك بالعربية |
| ----------------------- | ----------------------------------- | ------------------------------------------------------------------------------------ | --------------------------------- |
| تشاودر                  |                                     |                                                                                      |                                   |
| ترانسفورمرز برايم       |                                     |                                                                                      |                                   |
| تنانين: حماة قرية بيرك  |                                     |                                                                                      |                                   |
| تنانين: فرسان قرية بيرك |                                     | مستند على فيلم 2010 كيف تروض تنينك. السلسلة بمثابة جسر بين أول فيلم وتتمته عام 2014. | 2013                              |

### ج
| جينيرايتور ريكس |
| جيلي ستون       |

### خ
| العنوان          | الصورة (الغلاف، لقطة أو أي شيءٍ آخر) | نبذة | العرض على كارتون نيتوورك بالعربية |
| ---------------- | ----------------------------------- | ---- | --------------------------------- |
| خلف حائط الحديقة |                                     |      |                                   |

### د
| العنوان        | الصورة (الغلاف، لقطة أو أي شيءٍ آخر) | نبذة                                                                                  | العرض على كارتون نيتوورك بالعربية |
| -------------- | ----------------------------------- | ------------------------------------------------------------------------------------- | --------------------------------- |
| الدببة الثلاثة | دي سي سوبر هيرو غيرلز               | المسلسل يتحدث عن ثلاثة دببة يعيشون مع الإنسان في المدينة ويخوضون تجارب ومغامرات جديدة | 2015                              |

### ز
===سونيك بوم

### ش
===صغار لوني تيونز
| العنوان             | الصورة (الغلاف، لقطة أو أي شيءٍ آخر) | نبذة | العرض على كارتون نيتوورك بالعربية |
| ------------------- | ----------------------------------- | ---- | --------------------------------- |
| صديقي المفضل هو قرد |                                     |      |                                   |

### ع
| العنوان            | الصورة (الغلاف، لقطة أو أي شيءٍ آخر) | نبذة | العرض على كارتون نيتوورك بالعربية |
| ------------------ | ----------------------------------- | --- | --------------------------------- |
| عالم غامبول المدهش | العم جدو                            | | 2011                              |
| العرض العادي       |                                     | تدور أحداث المسلسل حول حياة صديقين، قيق أزرق اسمه موردكاي وراكون اسمه ريجبي يعمل كلاهما كبستانيين في متنزه محلي. محاولاتهما العادية لعدم فعل شيء والتراخي تؤدي عادةً إلى حوادث غريبة ومتطرفة. خلال هذه الحوادث، يتفاعل ريغبي وموردكاي مع غيرهم من شخصيات المسلسل الرئيسية: بينسون، بوبس، ماسل مان، شبح هاي-فايف، سكيبس، توماس، مارغريت، ايلين وسي جاي. | 2018                              |

### ف
| العنوان     | الصورة (الغلاف، لقطة أو أي شيءٍ آخر) | نبذة | العرض على كارتون نيتوورك بالعربية |
| ----------- | ----------------------------------- | --- | --------------------------------- |
| فتيات القوة | 100px. · 100px.                     | تدور أحداثه عن ثلاث فتيات صغيرات اخترعهن البروفيسر يوتونوم وذللك بواسطة السكر والتوابل وكل ما هو لطيف وبطريق الخطا اضاف مسحوق اكس والذي جعل الحياة تسري فيهم وهم الذي ينقذون مدينة تاونسفيل من الاشرار الذين يرديون تدميرها فعند أي خطر في المدينة يقوم العمدة بالاتصال بالفتيات عبر الخط الساخن ويخبرهن عن مكان وقوع الجريمة فيذهبن وينقذن المدينة. عرض النسخة العربية للمسلسل لأول مرة على قناة MBC 3، ولاحقاً على كرتون نتورك بالعربية، وقبل هذا، في عام 2004، قام مركز الزهرة بدبلجة المسلسل وعرضه على قناة سبيس تون، مع إجراء بعض التغييرات عليه، فتم تغيير إسم المسلسل إلى (الفتيات الخارقات)، وتم تغيير أسماء الشخصيات الرئيسية، البروفيسور يوتونيوم (العالم فريد)، بلوسوم (سمارا)، بابلز (تمارا) وباتركاب (نارا)، كما تم تغيير إسم مدينة تاونسفيل لتصبح (مدينة النسيم)، لكن لم تستمر هذه الدبلجة طويلاً، فقد حذفت مع بدايات الهوية الثالثة لـسبيس تون عام 2015. |                                   |
| فريج        |                                     | كرتون ثلاثي الأبعاد عربي الانتاج ويعد من اوئل البرامج التي تم بثها على قناة كرتون نتورك بالعربية. |                                   |
| فلاب جاك    |                                     | |                                   |

### ق
===ك==كوردج الكلب الجبان
=
| العنوان | الصورة (الغلاف، لقطة أو أي شيءٍ آخر) | نبذة | العرض على كارتون نيتوورك بالعربية |
| ------- | ----------------------------------- | ---- | --------------------------------- |
| كلارنس  |                                     |      |                                   |

### ل
ليغو دريمزز
لوني توونز
| العنوان                         | الصورة (الغلاف، لقطة أو أي شيءٍ آخر) | نبذة                                                      | العرض على كارتون نيتوورك بالعربية |
| ------------------------------- | ----------------------------------- | --------------------------------------------------------- | --------------------------------- |
| ليغو فرسان نكسو                 |                                     | 2015                                                      |                                   |
| ليغو نينجاغو: أبطال السبينجيتسو | ليث ذا كينغ                         | هناك 7 مواسم منه وبالإضافة إلى العرض الخاص "يوم الراحلون" | 2013                              |

### م
| العنوان            | الصورة (الغلاف، لقطة أو أي شيءٍ آخر) | نبذة                                             | العرض على كارتون نيتوورك بالعربية |
| ------------------ | ----------------------------------- | ------------------------------------------------ | --------------------------------- |
| المبتدئون الخارقون |                                     |                                                  | 2016                              |
| منصور              |                                     | المسلسل يتحدث عن مغامرات فتى اسمه منصور وأصدقائه | من 2014 إلى الآن                  |
| منزل فوستر         |                                     |                                                  |                                   |
| مات هاتر           |                                     |                                                  |                                   |

### ن
نحن الدببة الصغار

### و
| العنوان      | الصورة (الغلاف، لقطة أو أي شيءٍ آخر) | نبذة | العرض على كارتون نيتوورك بالعربية |
| ------------ | ----------------------------------- | --- | --------------------------------- |
| وقت المغامرة |                                     | المسلسل يتتبع مغامرات فين (صوت جيريمي شادا) وهو صبي بشري، وأفضل أصدقائه وأخوه بالتبني جايك (صوت جون ديماغيو)، وهو كلب يملك قوى سحرية لتغيير الشكل والحجم عندما يريد، يعيش فين وجايك في أرض أوو. |                                   |

### ي
| يحيا آنجلو |